# Tithraustes inaequiplaga
Tithraustes inaequiplaga är en fjärilsart som beskrevs av Paul Dognin 1911. Tithraustes inaequiplaga ingår i släktet Tithraustes och familjen tandspinnare. Inga underarter finns listade i Catalogue of Life.